# Paramastax cordillerae
Paramastax cordillerae is een rechtvleugelig insect uit de familie Eumastacidae. De wetenschappelijke naam van deze soort is voor het eerst geldig gepubliceerd in 1903 door Saussure.